# Billie Jean King Invitational 1971
Біллі Джин Кінг Invitational 1971 — жіночий тенісний турнір, що відбувся в Лонг-Біч (США). Належав до Virginia Slims Circuit 1971 і розпочався 14 січня 1971 року.

## Переможниці та фіналістки

### Одиночний розряд
Біллі Джин Кінг —  Розмарі Казалс 6–1, 6–2

### Парний розряд
Біллі Джин Кінг /  Розмарі Казалс —  Франсуаза Дюрр /  Енн Джонс 7–5, 6–3